# SV Weiskirchen
Der SV Weiskirchen (voller Vereinsname: Sportverein Weiskirchen 1926 e. V.) ist ein Sportverein aus dem saarländischen Weiskirchen, der sich zwischen 1975 und 1994 für mehrere nationale Wettbewerben im Männer- und Frauenfußball qualifizierte.
Der Verein wurde 1926 gegründet; die Fußballabteilung trägt ihre Heimspiele im Weiskirchener Holzbachtal-Stadion aus. Seit 2012 spielt der SV Weiskirchen in der achtklassigen Landesliga West des Saarländischen Fußballverbandes.
Der volle Vereinsname existierte in verschiedenen Schreibweisen:
- 1959: Sportverein e. V. 1926 Weiskirchen
- 1962: Sport-Verein Weiskirchen e. V. 1926
- 1989: Sportverein Weiskirchen e. V. 1926

Der Sprinter Florian Gamper startete zwischen 1986 und 1988 für den SV Weiskirchen.

## Erfolge im Fußball
Saarlandpokal der MännerIn den Jahren 1974/75 und 1975/76 erreichte die Elf des SV Weiskirchen jeweils das Halbfinale im Saarlandpokal, was die Qualifikation für den DFB-Pokal bedeutete.
DFB-Pokal der MännerDer SV Weiskirchen nahm Mitte der 1970er-Jahre wegen seiner erfolgreichen Teilnahme am Saarlandpokal zwei Mal am DFB-Pokal teil. Bei der ersten Teilnahme erreichte man die Runde der letzten 32 Mannschaften.
- 1975/76: Aus in der 3. Hauptrunde gegen den FK Pirmasens (0:1) nach einem Erstrundenerfolg über die Sportfreunde Salzgitter (1:0) und Zweitrundenerfolg über den SV Auersmacher (4:1)
- 1976/77: Aus in der 1. Hauptrunde gegen den TuS Feuchtwangen (3:4 nach Verlängerung)

Deutsche Meisterschaft der FrauenIn den 1980er-Jahren nahm die Frauenfußball-Mannschaft des SV Weiskirchen als Vertreter des Saarlandes zweimal an der deutschen Meisterschaft teil, wo sie jeweils im Achtelfinale ausschied.
- 1981: Achtelfinalaus gegen den SV Schlierstadt (0:3 und 0:4)
- 1984: Achtelfinalaus gegen den FSV Frankfurt (1:6 und 1:4)

DFB-Pokal der FrauenInsgesamt viermal nahm der SV Weiskirchen in den 1980er- und 1990er-Jahren am DFB-Pokal der Frauen teil. Bestes Ergebnis war dabei der Einzug in das Viertelfinale bei der ersten Teilnahme.
- 1981/82: Aus im Viertelfinale gegen den SC 07 Bad Neuenahr (0:6) nach einem Achtelfinalerfolg über Germania Untergrombach (1:1 nach Verlängerung im ersten Spiel, 3:0 im Wiederholungsspiel)
- 1984/85: Aus im Achtelfinale gegen den späteren Halbfinalisten FC Bayern München (2:4)
- 1991/92: Aus in der 1. Hauptrunde gegen den späteren Pokalsieger FSV Frankfurt (0:7)
- 1993/94: Aus in der 1. Hauptrunde gegen den späteren Halbfinalisten VfR 09 Saarbrücken (0:9)